# Рембов, Михаэль фон
Михаэль фон Рембов (нем. Michael von Rembow; 1740 — 24 марта 1818, Кёнигсберг) — прусский военачальник, активный участник Наполеоновских войн. Генерал-лейтенант (1809), анненский кавалер (1808).

## Биография
Родился в 1740 году. В 1754 году, в подростковом возрасте, поступил на службу унтер-офицером в гарнизонную роту. В период Семилетней войны участвовал в сражении при Гросс-Егерсдорфе, осаде Швейдница, Померанской кампании и сражении при Фрайберге, где попал в плен и был освобожден только после заключения Губертусбургского мира. В ходе Семилетней войны, в 1757 году был произведен в прапорщики, в 1760 году — в подпоручики, а спустя несколько лет после окончания войны, в 1770 году — в поручики. 
В 1778 году стал капитаном и командиром роты и в этом качестве принимал участие в Войне за баварское наследство (битва при Троппау).
В 1789 году был награждён орденом «Pour le Mérite». В 1795 году фон Рембов был произведён в полковники, с 1797 года командовал бригадой, но в генерал-майоры был произведён только в 1801 году. 
Во время Войны четвёртой коалиции фон Рембов сражался в составе корпуса генерал-лейтенанта Лестока, единственном, который к концу 1806 года не сдался французам и не был блокирован в одной из крепостей. Отступая на восток, корпус Лестока присоединился к подошедшей союзной русской армии и принял участие в ключевых сражениях, в том числе, в битве при Прейсиш-Эйлау.
За свои отличия в этой кампании, фон Рембов был награждён орденом Красного орла I степени (1808), русским орденом Святой Анны I степени (1808) и был повышен до генерал-лейтенанта (1809).
В 1811 году, в силу преклонного возраста, вышел в отставку и поселился в Кёнигсберге.
Скончался генерал-лейтенант фон Рембов в 1818 году в Кёнигсберге. 